# Francesco Cancellieri
Francesco Girolamo Cancellieri (* 10. Oktober 1751 in Rom; † 29. Dezember 1826 ebendort) war Historiker, Bibliothekar, Bibliograf und ein italienischer Gelehrter, Autor zahlreicher Werke zur Geschichte, Archäologie, Liturgie und Hagiografie, von denen einige noch unveröffentlicht sind.

## Leben
Im Jahr 1768 schrieb er sich an der Accademia dell’Arcadia ein und begann Verse zu verfassen, die ihm einen gewisse Bekanntheit verschafften. Als Angehöriger einer Familie aus bescheidenen wirtschaftlichen Verhältnissen war er nach dem Tod seines Vaters (1771) gezwungen, sein Studium abzubrechen und sich einen Lebensunterhalt zu verschaffen. Dies geschah mit Hilfe des Jesuiten-Historikers Giulio Cesare Cordara, bei dem er eine Stelle als Hilfskraft erhielt. Nachdem er kurz Sekretär des Senators Abbondio Rezzonico war, gelang es ihm in Ferrara als Sekretär von Erzbischof Bernardino Giraud zu arbeiten und mit seiner Mutter und seinen Schwestern in die Stadt zu ziehen.
Anlässlich des Konklaves, in dem Pius VI. gewählt werden sollte, kehrte er im September 1774 nach Rom zurück. Im Frühjahr 1775 fand er als Bibliothekar von Kardinal Leonardo Antonelli eine ihm entsprechende Anstellung, da ihm für seine Studien eine reichhaltige Bibliothek zur Verfügung stand. Als Liebhaber der Stadt Rom studierte er deren Geschichte, Bräuche, Denkmäler, katholische Liturgie, sakrale Topographie usw. und verfasste hierzu eine große Anzahl von Essays und Bücher. Ein Charakteristikum von Cancellieri ist die Abfolge der Fakten: Die Informationen werden scheinbar ungeordnet dargestellt, aber am Ende mit Hilfe komplexer und genauer Indizes neu geordnet. Die Technik wird auch von Gaetano Moroni angewandt, einem Gelehrten, der sich als Schüler von Cancellieri ausgibt.

## Werke
Die Manuskripte von Francesco Cancellieri, die zahlreiche unveröffentlichte Texte enthalten, werden seit 1840 zum größten Teil in der Vatikanischen Bibliothek aufbewahrt (Vat. lat. nn. 9155–9205, 9672–9711, 9728–9733, 10323–10324, 12924, S. 188–351). Andere Manuskripte werden in der Biblioteca Nazionale Centrale di Roma (Mss. diverse, Nr. 902–913) aufbewahrt.
Auszug seiner veröffentlichten Werke:
- Francesco Cancellieri: Sagrestia Vaticana eretta dal regnante pontefice Pio Sesto e descritta da Francesco Cancellieri Romano. 1783 (google.it).
- Francesco Cancellieri: Descrizione delle cappelle pontificie et cardinalizie di tutto l’anno. 1790 (google.it).
- Francesco Cancellieri: Storia de’ solenni possessi dei Sommi Pontefici da Leone III a Pio VII (1802).
- Francesco Cancellieri: Le Due nuove campane di Campidoglio... con varie notizie sopra i Campanili e sopra ogni sorta di Orologi. Rom 1806 (google.it).
- Francesco Cancellieri: Il Mercato, il lago dell’Acqua Vergine ed il palazzo Panfiliano nel circo Agonale, detto volgarmente Piazza Navona. 1811 (google.it).
- Francesco Cancellieri: Dissertazioni epistolari bibliografiche di Francesco Cancellieri sopra Cristoforo Colombo: di Cvccaro nel Monferrato, discopritore dell’America, e Giovanni Gersen di Cavaglia’ abate di S. Stafano in Vercelli, avtore del libro De imitatione Christi, al ch. sig. cavaliere Gianfrancesco Galeani. 1809 (google.it).
- Francesco Cancellieri: Dissertazione di Francesco Cancellieri intorno agli vomini dotati di gran memoria. Rom 1815.
- Francesco Cancellieri: Lettera di Francesco Cancellieri al ch. sig. dottore Koreff ...: sopra il tarantismo, l’aria di Roma, e della sua campagna, ed i Palazzi Pontificj entro, e fuori di Roma : con le notizie di Castel Gandolfo, e de’ paesi circonvicini. 1817 (google.it).
- Francesco Cancellieri: Descrizione delle funzioni della Settimana santa nella cappella pontificia. 1818 (google.it).
- Francesco Cancellieri: Memorie raccolte da Francesco Cancellieri intorno alla vita ed alle opere del pittore cavaliere Giuseppe Errante di Trapani, defunto in Roma a’ 16 di febbraio nell’anno 1821. 1821 (google.it).
- Francesco Cancellieri: Prospetto delle memorie storiche della basilica ostiense di San Paolo. 1823.
- Francesco Cancellieri: Notizie istoriche delle chiese di S. Maria in Julia, di S. Giovanni Calibita nell’Isola Licaonia, e di S. Tommaso degli Spagnuoli o della Catena: detta poi de’SS. Gio. e Petronio de’Bolognesi, col rame del quadro del Domenichino e con un’appendice di documenti e delle iscrizioni bolognesi. 1823 (google.it).
- Francesco Cancellieri: Notizie istoriche delle stagioni e de’ siti diversi in cui sono stati tenuti i conclavi nella città di Roma, con la descrizione della gran loggia da cui si annunzierà il nuovo papa. 1823 (google.it).
- Francesco Cancellieri: Cenotaphium Leonardi Antonelli Cardinalis. 1825 (google.it).
- Francesco Cancellieri: Lettera sopra una copia all’encausto della Scuola di Atene di Raffaello, ed un codice membranaceo di Ferdinando cordubense «De consultandi ratione». 1826 (google.it).
- Francesco Cancellieri: Le sette cose fatali di Roma antica. 1842 (google.it).
- Francesco Cancellieri: Elogio della chiara memoria dell’Emo.e Rvm.Sig. Cardinale Stefano Borgia, scritto in una lettera dal sig. Abate Francesco Cancellieri. Stamperia Caetani al Colle Esquilino, Rom 1805.